# Playboy (persoon)
Een playboy is een man die zich voornamelijk bezighoudt met dingen die hij graag doet (behalve werken), zoals reizen en vrouwen versieren. Een playboy heeft meestal dan ook voldoende geld om zich deze levensstijl te kunnen veroorloven. De vrouwelijke tegenhanger heet playgirl.
Van Dale beschrijft een playboy als een "rijke, genotzuchtige (jonge)man". Oorspronkelijk dook de term op in de 17e eeuw om jongens die toneelspeelden aan te duiden. In de 19e eeuw kreeg het woord de betekenis van een welgestelde man die erop uit is om zichzelf te vermaken, wat vaak gepaard gaat met een wilde levensstijl en kortstondige seksuele relaties. Gezegd wordt, dat het woord werd "uitgevonden" om de levensstijl te beschrijven van Harry Thaw, telg uit een schatrijke Amerikaanse familie van spoorweg- en kolenmijneigenaren. In 1907 gebruikte de Ierse schrijver John Millington Synge het woord in de titel van zijn toneelstuk The Playboy of the Western World. 
De term kreeg verdere bekendheid vanaf 1953, toen Hugh Hefner de titel Playboy uitkoos voor zijn tijdschrift, dat zich richtte op heteroseksuele mannen, met onder meer foto's van vrouwelijk naakt, maar ook diverse interviews en artikels en spannende korte verhalen. 
Bekende personen die vaak als playboy omschreven worden, zijn onder meer Formule 1-racer James Hunt, voetballer George Best, zanger Mick Jagger en Amerikaans president John F. Kennedy. Ook in fictie is de playboy een populair personage. Een voorbeeld is Jay Gatsby, de steenrijke, voor de buitenwereld immer feestvierende erfgenaam in F. Scott Fitzgeralds klassieke roman The Great Gatsby. Ook filmheld James Bond en stripheld Largo Winch zijn bekende fictieve playboys. 